# Кратеропа бура
Кратеро́па бура (Turdoides jardineii) — вид горобцеподібних птахів родини Leiothrichidae. Мешкає в Африці на південь від екватора. Вид названий на честь шотландського натураліста і орнітолога Вільяма Джардіна.

## Опис
Довжина птаха становить 22-25 см, вага 56-85 г. Забарвлення переважно сірувато-коричневе, верхня частина тіла тьмяніша. Пір'я на горлі, шиї і грудах мають білі кінчики. Райдужка темно-червона з жовтим внітрішнім кільцем. Виду не притаманний статевий диморфізм.

## Підвиди
Виділяють шість підвидів:
- T. j. hyposticta (Cabanis & Reichenow, 1877) — від південного Габону і північно-західної Анголи до південного заходу ДР Конго;
- T. j. tanganjicae (Reichenow, 1886) — південний схід ДР Конго і північ Замбії;
- T. j. emini (Neumann, 1904) — від сходу ДР Конго і південної Уганди до південно-західної Кенії і північної Танзанії;
- T. j. kirkii (Sharpe, 1876) — від південно-східної Кенії до північно-східної Замбії, Малаві, північного Зімбабве, північного і центрального Мозамбіку;
- T. j. tamalakanei Meyer de Schauensee, 1932 — південна Ангола, південно-західна Замбія і північна Ботсвана;
- T. j. jardineii (Smith, A, 1836) — від центральної Замбії до південного Мозамбіку і північного сходу ПАР.

## Поширення і екологія
Бурі кратеропи мешкають на більшій території Африки на південь від екватора, за винятком посушливого південного заходу. Вони живуть в саванах, сухих тропічних лісах, чагарникових і прибережних заростях і на плантаціях. 

## Збереження
Бурі кратеропи живуть в зграях від 3 до 15 птахів, які займають певну територію, площа якої залежить від розміру зграї. Вони живляться комахами, павуками, а також равликами, дрібними ящірками і плодами. Шукають здобич на землі. Бурі кратеропи іноді стають жертвами гніздового паразитизму африканської зозулі.

## Галерея

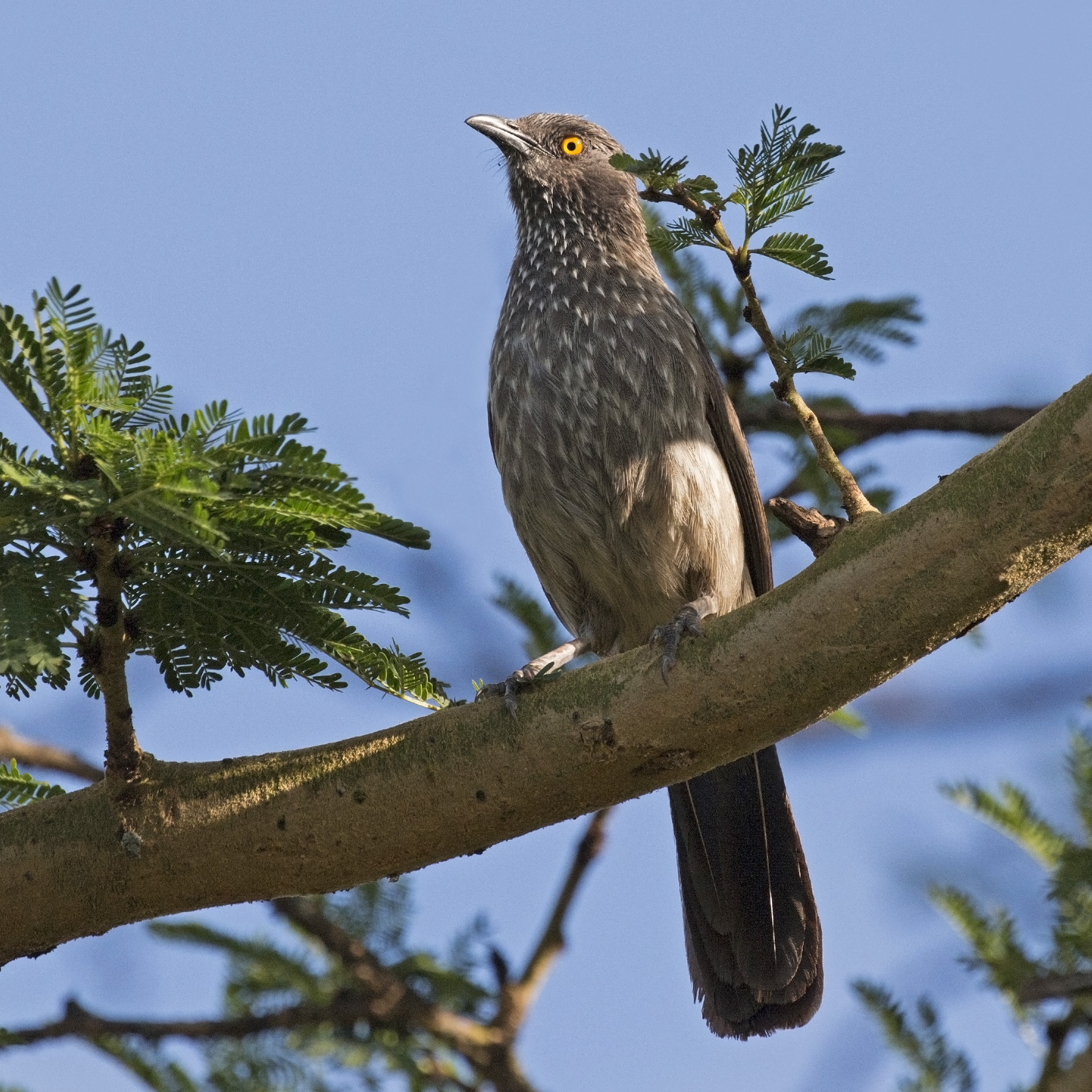
Бура кратеропа (заповідник Сойсамбу, Кенія)
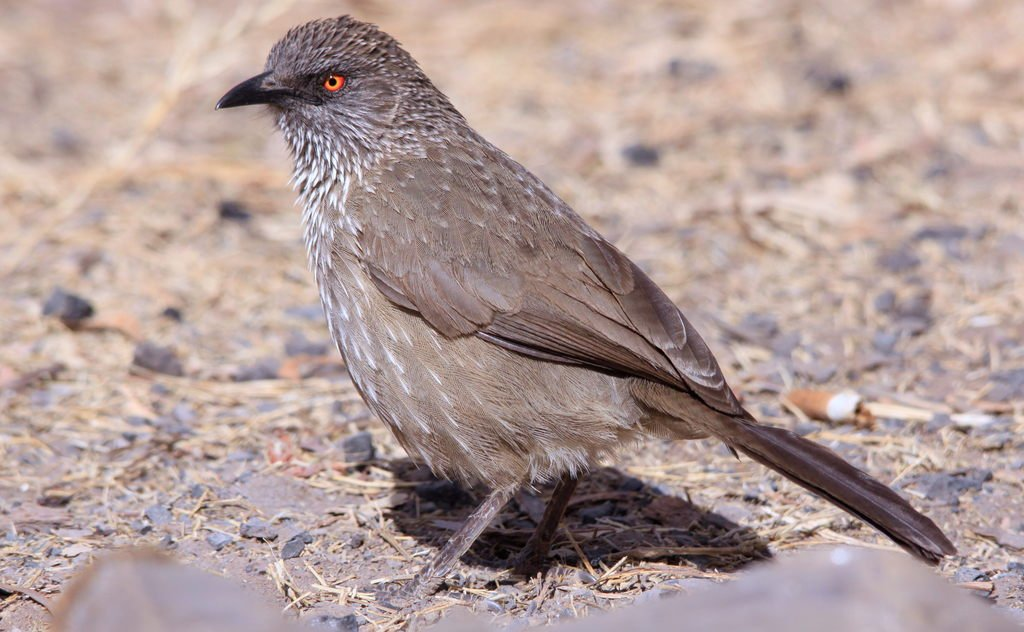
Бура кратеропа (Національний парк Маракеле, ПАР)
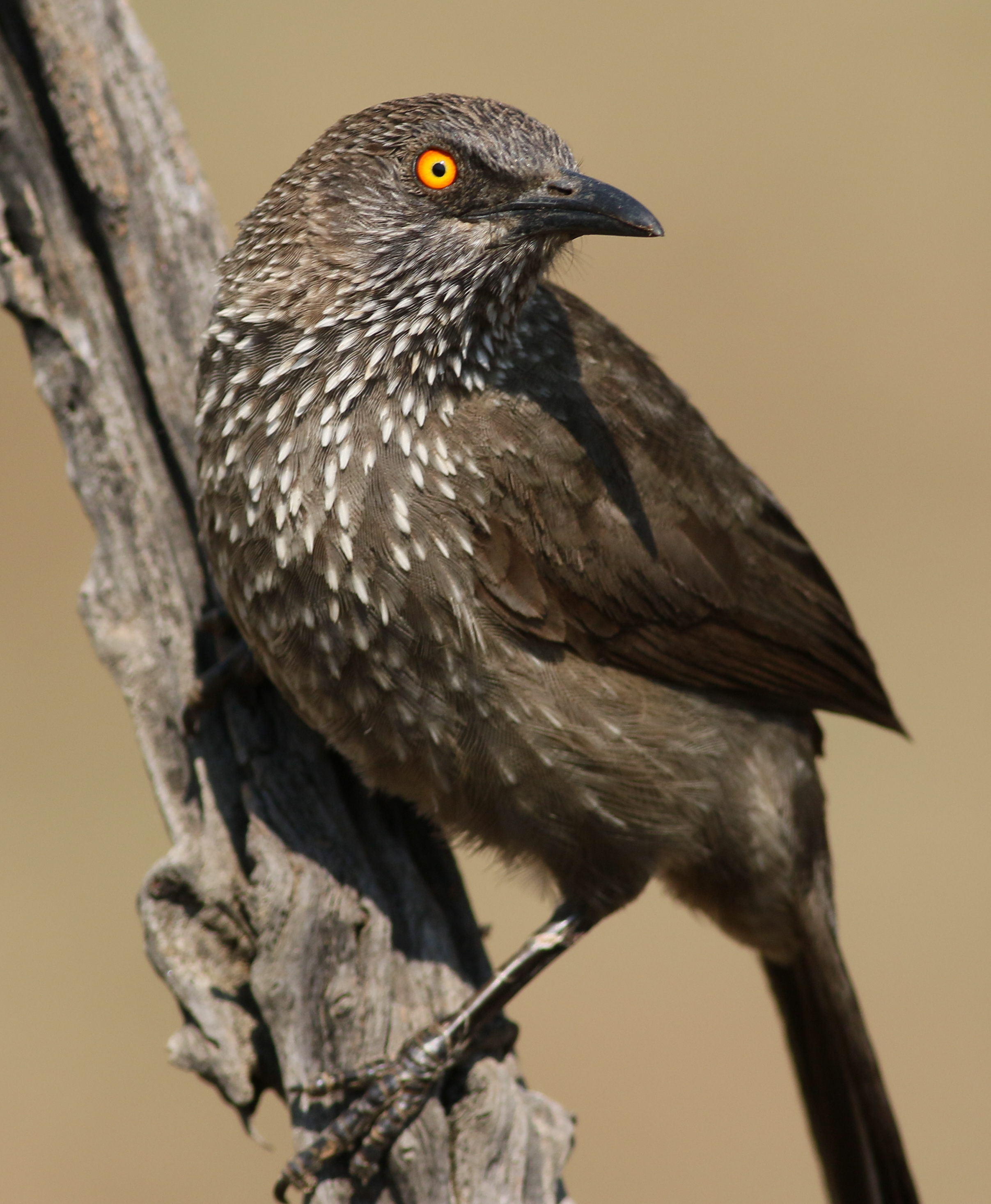
Бура кратеропа (Заповідник Пілансберг, ПАР)